# David Meyrick
David John Charlton Meyrick (Towcester, 2 de diciembre de 1926-Pembroke, 6 de febrero de 2004) fue un deportista británico que compitió en remo. Participó en los Juegos Olímpicos de Londres 1948, obteniendo una medalla de plata en la prueba de ocho con timonel.

## Palmarés internacional
| Juegos Olímpicos | Juegos Olímpicos      | Juegos Olímpicos | Juegos Olímpicos |
| Año              | Lugar                 | Medalla          | Prueba           |
| ---------------- | --------------------- | ---------------- | ---------------- |
| 1948             | Londres (Reino Unido) | Medalla de plata | Ocho con timonel |